# Ionnah Eliane Douillet
Ionnah Éliane Douillet est une nageuse béninoise, née le 28 novembre 2007 à Orléans.

## Biographie

### Début et carrière
Ionnah Douillet est une nageuse béninoise, vivant en France. Elle se fait connaître sur la scène internationale depuis août 2023, elle commence à nager à l'âge de cinq ans, initialement pour acquérir des compétences de base dans l'eau. 
À 9 ans, elle prend part à sa première compétition, et à 11 ans, elle remporte sa première médaille.
En 2023, Ionnah se révèle au public béninois lors des championnats d'Afrique juniors de la zone II au Ghana, où elle représente le Bénin pour la première fois dans une compétition d'envergure. Elle atteint la finale du 100 m nage libre.
En 2024, Ionnah participe aux Jeux Olympiques de Paris 2024,. Elle termine 5e de la série 5/10 avec un temps de 27,64 s,.

### Palmarès
Ses performances remarquables lui ont permis de participer à plusieurs autres compétitions, notamment :
- Championnats d'Afrique Juniors 2023 à l'île Maurice
- Championnats du Monde TC au Qatar en février 2024
- Championnats d'Afrique TC en Angola